# Västra Nylands tingsrätt
Västra Nylands tingsrätt (finska: Länsi-Uudenmaan käräjäoikeus) är en tingsrätt i Finland som ligger under Helsingfors hovrätt. Tingsrätten har kansli i Esbo och förutom kansliet två sammanträdesplatser i Lojo och Raseborg.
Domkretsen omfattar Esbo, Grankulla, Högfors, Ingå, Kyrkslätt, Lojo, Raseborg, Sjundeå och Vichtis. År 2022 meddelade Domstolsväsendet att verksamhetsstället och rättssalarna i Lojo samt sammanträdesplatsen i Kyrkslätt läggs ned. Delgivningsjouren fortsätter dock i Lojo och Raseborg.

## Domkrets
Följande kommuner tillhör domkretsen i Västra Nylands tingsrätt:
- Esbo stad
- Grankulla stad
- Hangö stad
- Högfors stad
- Ingå kommun
- Kyrkslätts kommun
- Lojo stad
- Raseborgs stad
- Sjundeå kommun
- Vichtis kommun